# Maks Kubin
Maks Kubin – SS-Obersturmführer, zbrodniarz nazistowski.
W czasie II wojny światowej kierownik ekspozytury policji i służby bezpieczeństwa w Białej Podlaskiej (od 10 maja 1943 r. do końca okupacji). Bezpośrednio odpowiedzialny za liczne zbrodnie popełnione na mieszkańcach miasta i powiatu. Na jego rozkaz przeprowadzono pacyfikacje wsi Kaliłów, Solinki i Husinka oraz publiczne egzekucje, które odbyły się w Białej Podlaskiej (13 i 23 listopada 1943 r.), Leśnej Podlaskiej (17 grudnia 1943 r.) i Wisznicach (2 marca 1944 r.). Na rozkaz Maksa Kubina dokonywano masowych aresztowań, a następnie kierowano transporty więźniów do obozów koncentracyjnych na Majdanku, w Oświęcimiu i Buchenwaldzie. 
Kubin uniknął kary. Po ucieczce z Białej Podlaskiej w drugiej połowie lipca 1944 r. wszelki ślad po nim zaginął.